# La mia lunga strada dall'inferno
La mia lunga strada dall'inferno (titolo originale: The Long Hard Road Out of Hell) è l'autobiografia di Marilyn Manson, leader dell'omonima band statunitense. Il libro è stato pubblicato il 14 febbraio 1998 negli Stati Uniti ed è stato scritto con l'aiuto di Neil Strauss, giornalista della rivista Rolling Stone, in qualità di ghostwriter.
Il libro racconta la vita di Manson da quando era bambino, nato col nome di Brian Hugh Warner, fino al successo internazionale e agli eventi accaduti durante il controverso Dead to the World Tour. Racconta del feticismo sessuale di suo nonno (inclusi zoofilia e sadomasochismo), che ha segnato il piccolo Brian e lo ha portato a formare la sua prima band, Marilyn Manson and the Spooky Kids, e ad affrontare le tematiche incluse in Portrait of an American Family e, soprattutto, in Antichrist Superstar. Le ultime pagine del libro contengono il diario del tour della band, con gli avvenimenti nel backstage e le reazioni delle persone.
Il libro include molti riferimenti alla sua vita di droga, sesso e relazioni anormali, la cui causa viene attribuita da Manson al suo status quo di allora. Include anche alcuni pezzi scritti quando era giornalista, compreso un articolo su una mistress che intervistò per la rivista 25th Parallel. L'autobiografia approfondisce anche gli addii alla band da parte di alcuni suoi componenti. Racconta di come i membri sono diventati amici e musicisti per la band fino ad avere dissapori e, talvolta, bruschi addii. Alcuni ex componenti non sopportarono l'idea di essere cacciati dalla band così bruscamente, tanto che intentarono cause contro Manson.
Nel libro sono presenti numerose fotografie, alcune delle quali sono già note ai fan di vecchia data di Manson. Le pagine centrali comprendono le foto più svariate, dalle Slasher Girls a Manson che canta Antichrist Superstar sul palco, con una Bibbia in mano. Sono incluse anche fotografie da un'edizione di Gray's Anatomy di pubblico dominio, disegnate da Henry Vandyke Carter. Per esempio, la cassa toracica presente nell'immagine di copertina (che appare anche nelle note sul libretto di Antichrist Superstar) è tratta dalla figura 115. Sparsi tra le pagine, sono presenti anche documenti vari come ragazze, documenti legali di dichiarazioni fatte dalla American Family Association a proposito dei suoi show, la cui falsità fu poi provata, e tappe importanti della band, come l'incontro di Manson con Anton Szandor LaVey, a seguito del quale diverrà seguace dell'omonima religione e membro della Chiesa di Satana; nonostante ciò Manson afferma che non sarà mai un adoratore di Satana.

## Promozione
Il 21 febbraio 1998, Manson tenne l'evento di presentazione del libro presso il Virgin Megastore di San Francisco, della durata di circa due ore, durante il quale firmò molti autografi sui libri stessi. Stime dicono che i fan presenti all'evento erano circa 700.